# Gelastorhinus albolineatus
Gelastorhinus albolineatus är en insektsart som beskrevs av Brunner von Wattenwyl 1893. Gelastorhinus albolineatus ingår i släktet Gelastorhinus och familjen gräshoppor. Inga underarter finns listade i Catalogue of Life.